# Савина књига
Савина књига је ћирилични старословенски рукопис из XI века. Рукопис је украшен орнаментима и представља препис Светог писма, и садржи избор делова јеванђеља и синаксар. Садржи 166 листова формата 17х13 цм пергамента.
Назив је добио по његовом аутору свештенику Сави, који је оставио своје записе на маргинама. Старији део пронађен је у североисточној Бугарској, док је остатак листова пронађен у Кијеву. Био је у власништву Середкинскоог манастира у близини града Пскова. У XIV веку је пренет у Народну библиотеку у Москви. Рукопис је неколико пута рестауриран. Рестаурација која је рађена средином XX века знатно је оштетила рукопис.
Рукопис је пронашао и први издао Исмаил Срезњевски 1868. године у Петрограду. Критичко издање дао је Шчепкин у Петрограду 1903. године. Ово критичко издање фототипски је издато у Грацу 1959. године. Рукопис се чува у архиву московске народне библиотеке.
Године 1999. је објављено фототипско издање.